# Loir-en-Vallée
Loir-en-Vallée es una comuna nueva francesa situada en el departamento de Sarthe, de la región de Países del Loira.

## Historia
Fue creada el 1 de enero de 2017, en aplicación de una resolución del prefecto de Sarthe de 16 de diciembre de 2016 con la unión de las comunas de La Chapelle-Gaugain, Lavenay, Poncé-sur-le-Loir y Ruillé-sur-Loir, pasando a estar el ayuntamiento en la antigua comuna de Ruillé-sur-Loir.

## Demografía
| Gráfica de evolución demográfica de Loir-en-Vallée entre 1800 y 2014 |
|                                                                      |

Los datos entre 1800 y 2013 son el resultado de sumar los parciales de las cuatro comunas que forman la nueva comuna de Loir-en-Vallée, cuyos datos se han cogido de 1800 a 1999, para las comunas de La Chapelle-Gaugain, Lavenay, Poncé-sur-le-Loir y Ruillé-sur-Loir de la página francesa EHESS/Cassini. Los demás datos se han cogido de la página del INSEE.

## Composición
| Comuna delegada     | Código INSEE | Población (2013) | Superficie (km²) | Densidad (hab./km²) |
| ------------------- | ------------ | ---------------- | ---------------- | ------------------- |
| La Chapelle-Gaugain | 72063        | 305              | 10.66            | 29                  |
| Lavenay             | 72159        | 350              | 7.70             | 45                  |
| Poncé-sur-le-Loir   | 72240        | 377              | 6.92             | 54                  |
| Ruillé-sur-Loir     | 72262        | 1191             | 39.48            | 30                  |